# Patricia Canning Todd
Patricia Canning Todd (San Francisco, 22 luglio 1922 – 5 settembre 2015) è stata una tennista statunitense.

## Biografia
Nel 1947 vinse l'Open di Francia (singolare femminile) sconfiggendo in finale Doris Hart con il risultato di 6-3, 3-6, 6-4 mentre tre anni dopo, nel 1950 verrà eliminata in finale proprio dalla Hart. Nel torneo di Wimbledon 1948 - Singolare femminile giunse in semifinale.
Per quanto riguarda il suo rank rientrò fra le prime dieci dal 1946 al 1952, arrivando ad essere la numero 4  nel 1950